# الأدب الفرنسي في القرن الثامن عشر
الأدب الفرنسي في القرن الثامن عشر هو الأدب الفرنسي الذي كُتب بين عامي 1715، وهو العام الذي توفي فيه ملك فرنسا لويس الرابع عشر، و1798 حين حدث الانقلاب على حكم بونابرت الذي أوصل القنصل إلى الحكم، وأنهى الثورة الفرنسية، وبدأ المرحلة الحديثة من التاريخ الفرنسي. قدم هذا القرن الذي حدثت فيه تغييرات اقتصادية، واجتماعية، وفكرية، وسياسية ضخمة حركتين أدبيتين وفلسفيتين مهمتين: أثناء ما يُعرف بعصر التنوير، شكك الفلاسفة في جميع المؤسسات الموجودة بما فيها الكنيسة والولاية، وطبقت تحليلًا عقلانيًا وعلميًا على المجتمع، وحركة أخرى مختلفة جدًا، ظهرت كرد فعل على الحركة الأولى، إذ كانت بداية للحركة الرومانسية التي عززت دور العاطفة في الفن والحياة.
على غرار الحركات المماثلة في إنجلترا في الفترة عينها، كان كتَّاب القرن الثامن عشر في فرنسا نقديين، ومشككين، ومبتكرين. وأصبحت إسهاماتهم الأخيرة وهي أفكار في الحرية، والتسامح، والإنسانية، والعدالة، والتطور قيمًا في الديمقراطية الغربية الحديثة.

## السياق
استمر كتاب المسرح الفرنسيين العظماء في القرن السابع عشر، مثل موليير، وجان راسين، وبيير كورني بترك تأثير كبير على المسرح الوطني الفرنسي، لكن توجه آخر ظهر للمسرح الفرنسي عن طريق مسرحيات فولتير التراجيدية، التي طرحت موضوعات حديثة مع المحافظة على الأشكال الكلاسيكية للإسكندرينة (وهي بيوت شعرية سداسية التفاعل)، مثل مسرحية زائير عام 1732، ومسرحية محمد عام 1741، التي لاقت كل منهما نجاحًا منقطع النظير. ومع ذلك، كانت الرقابة الملكية ما تزال نشطة على المسرح في حكم الملك لويس الخامس عشر والملك لويس السادس عشر، ورغم شعبيته، واجه بيير أوجستن كارون دي بومارشيه صعوبة في عرض مسرحيته زواج فيغارو على خشبة المسرح في باريس، بسبب رسالها السياسية.
تسبب التخفيف من التشدد الأخلاقي أثناء حكم الوصاية على العرش الفرنسي في عودة المسرح الإيطالي عام 1716، إذ أُبعد عن باريس في عهد الملك لويس الرابع عشر. وشهدت فترة من العروض المسرحية الرائعة أيضًا، اتجهت الحشود إلى المسارح لرؤية ممثلين معروفين وللضحك على الشخصيات التي تقدمها الكوميديا المرتجلة الإيطالية، مثل هارلكوِن، وكولومبين، وبانتالون. كان هذا هو الصنف الأدبي المستخدم من قبل بيير دي ماريفو (1688- 1763)، بالإضافة إلى مسرحيات كوميدية جمعت التحليل الإدراكي لمشاعر الحب، والتفنن في استخدام الألفاظ الدقيقة، وتحليلًا لمشاكل المجتمع، وقُدمت كلها عن طريق استخدام العلاقة بين السيد وخادمه بطريقة ذكية. تضمنت أعماله الرئيسية مسرحية الثقة الكاذبة (بالفرنسية: Les fausses Confidences) عام 1737، ولعبة الحب والمغامرة (بالفرنسية: Le Jeu de L’ampur et du Hasard) عام 1730، وجزيرة العبيد عام 1725.
حقق كل من جان فرانسوا رونار وألان-رينيه ليزاج نجاحًا عظيمًا في مسرحيات كوميدية، مثل مسرحية المندوب العالمي لرونار، ومسرحية توركارت لليزاج عام 1709. لكن كان بيير أوجستن كارون دي بومارشيه (1732- 1799) أعظم مؤلفي المسرحيات الفرنسية في القرن الثامن عشر، وأظهر براعة في دمج الحوارات والمكائد بالسخرية الاجتماعية والسياسية من خلال شخصية فيغارو، وهو خادم يتحدى قوى سيده، وظهر ذلك في عملين رئيسيين هما: حلاق سيفيل عام 1775، وزواج فيغارو عام 1784.
قدم مسرح القرن الثامن عشر صنفين أدبيين رئيسيين أيضًا، يعتبران الآن ثانويين، ولكن أثَّر كلاهما على الأدب الفرنسي بقوة في القرن التالي، وهما: «كوميديا الدموع»، ودراما البرجوازيين التي تروي قصصًا مليئة بالرثاء في مكان واقعي، وتُعنى بحياة العائلات البرجوازية، بدلًا من الارستقراطيين. أحد الأمثلة المهمة عن هذه الأصناف كانت مسرحية الابن الطبيعي لكاتبها دنيس ديدرو عام 1757، وأب العائلة التي ألفها ديدرو أيضًا عام 1758، وعربة الخل لمؤلفها لويس سباستيان ميرسي (1775)، والأم المذنبة لبومارشيه عام 1792.
شهد القرن الثامن عشر تطور أنماط من المسرح الموسيقي أيضًا، مثل مسرح فودفيل، وأوبرا كوميك، بالإضافة إلى صنف أدبي جديد عن المسرح، مثل مفارقة ديدرو في الكوميديا، وكتابات فولتير التي تدافع عن ممثلي المسرح في مواجهة إدانات الكنيسة، وإدانة روسو للفسوق المسرحي.

## الرواية الفرنسية في القرن الثامن عشر

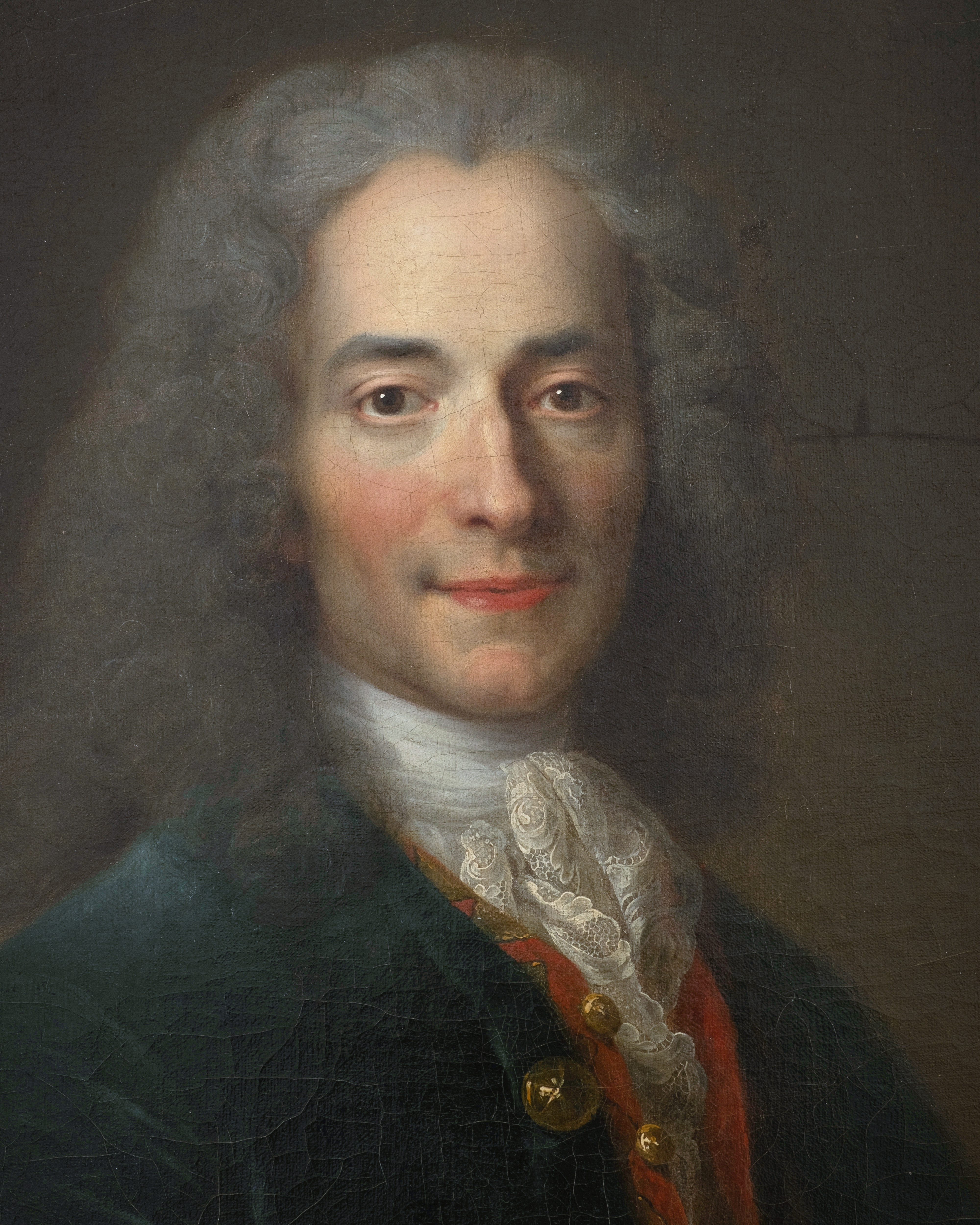
فولتير في الرابعة والعشرين.

شهدت الرواية في القرن الثامن عشر تطورات في الأسلوب والمحتوى مهد للرواية الحديثة، وهي عمل نثري خيالي يسرد مغامرات أو تطور شخصية أو عدة شخصيات. في القرن الثامن عشر، ازداد عدد قراء الرواية، وتميز بالجهد المبذول لإيصال العواطف بشكل واقعي، عبر تقنيات أدبية مثل السرد باستخدام ضمير المتكلم، تغيير الأحرف، والحوارات، وتحاول كلها أن تبدي روح لوميير، وهو مجتمع كان في طور التطور. تأثرت الرواية الفرنسية بشكل غريب بالرواية الإنكليزية، من خلال ترجمات أعمال كتَّاب مثل صموئيل ريتشاردسون، وجوناثان سويفت، ودانييل ديفو.
اكتشفت الرواية في القرن الثامن عشر كل التقنيات الممكنة لكتابة الرواية من وجهات النظر المختلفة، والتغيرات الفجائية في الحبكة، وجذب القارئ، والتحليل النفسي الدقيق، والوصف الواقعي للمكان، والمخيلة، والانتباه إلى الشكل. من الصعب تقسيم نصوص تلك الفترة إلى مجموعة، ولكن يمكن تقسمها بسهولة إلى أصناف فرعية.

### الحكاية الفلسفية
تتضمن هذه الفئة الأدب الفلسفي لفولتير، منه رواية صادق (1747) وكانديد (1759)، وتتضمن أيضًا رواية هورون الحديثة (1768) التي انتقل فيها فولتير من الخيال وعرض قسمًا كبيرًا من الواقع الاجتماعي والنفسي.

### الرواية الواقعية
دمج هذا الصنف الفرعي الواقعية الاجتماعية مع قصص عن رجال ونساء يبحثون عن الحب. تتضمن الأمثلة حياة ماريان (1741)، ورواية الفلاح المغرور (1735) لمؤلفها بيير دي ماريفو (1775)، ورواية مانو ليسكوت (1731) لمؤلفها أنطوان فرانسوا بريفو (1731)، ورواية الفلاح الفاسد (1775)، وهي رواية على شكل رسائل كتبها نيكولا إدمي ريتيف (1734- 1806). يحتوي هذا الصنف الفرعي على صنف فرعي للروايات الواقعية عن الحب المتأثر بالأدب الإسباني، وروايات مليئة بالسخرية، ومجموعة من الأوساط الاجتماعية المختلفة، وشبان يخوضون طريقهم إلى العالم الجديد. المثال التقليدي عن ذلك هو رواية تاريخ جيل بلاس دي سانتيلان لمؤلفها ألان- رينيه ليزاج.

### الروايات الخيالية
صورت الروايات الخيالية المستقبل بعد مرور قرون، مثل رواية سنة 2440- حلم الأحلام لكاتبها ميرسيه (1771)، أو روايات خيال شيطان عاشق لجاك كازوت (1772).

### الروايات العاطفية
ظهرت الروايات العاطفية في النصف الثاني من القرن الثامن عشر، عند نشر رواية جولي أو هالويس الجديدة، في رواية على شكل رسائل كتبها جان جاك روسو (1761). أُلفت بعد كتابة رواية باميلا لمؤلفها صموئيل ريتشاردسون، والتي حققت أكبر نسبة مبيعات في ذلك القرن، وجذبت القراء عن طريق التصوير القبل الرومنسي للطبيعة والحب الرومنسي. مثلت رواية الفضيلة لكاتبها جاك هنري برناردين دي سان بيير (1787) مثالًا عن ذلك.

## ظهور كتابة السيرة الذاتية في القرن الثامن عشر
كانت القصص الأدبية عن حياة الأفراد شائعة في القرن الثامن عشر، ومن ضمنها كتب مشهورة مثل حياة والدي (1779)، والسيد نيكولاس (1794) لكاتبها نيكولاس إدمي ريتيف، ولكن أنجح كتَّاب القرن هو جان جاك روسو الذي ابتكر السيرة الذاتية الحديثة في كتاب أحلام سائر وحيد عام 1776، والاعتراف عام 1782، اللتان أصبحتا نموذجًا يحتذى به لكل روايات اكتشاف الذات.